# Georges Izard
Pour les articles homonymes, voir Izard (homonymie).
 (mars 2019).
Si vous disposez d'ouvrages ou d'articles de référence ou si vous connaissez des sites web de qualité traitant du thème abordé ici, merci de compléter l'article en donnant les références utiles à sa vérifiabilité et en les liant à la section « Notes et références ».
Georges Izard, né le 17 juin 1903 à Abeilhan (Hérault) et mort le 20 septembre 1973 à Paris 7e, est un homme politique, avocat, journaliste et essayiste français, membre de l'Académie française (fauteuil no 32).

## Biographie
Georges Izard, fils d'un directeur d'école de Béziers, après des études de lettres supérieures au lycée Louis-le-Grand, échoua en 1922 au concours de l'École normale supérieure. Il connut alors une crise religieuse qui le mena de l'agnosticisme au protestantisme, puis au catholicisme.
Titulaire d'un DES de philosophie consacré à Géraud de Cordemoy, philosophe et historien du XVIIe siècle, et d'une licence de droit, Georges Izard fut nommé en 1926 directeur de cabinet de Charles Daniélou, sous-secrétaire d'État à la Marine marchande, puis, sous le ministère d'Aristide Briand, à la présidence du Conseil. En 1929 il épousa Catherine Daniélou (1909-1992), fille du ministre Daniélou et sœur de Jean et Alain Daniélou. Il est le père du producteur de télévision Christophe Izard.

### Engagement politique
Inscrit au barreau de la cour d'appel de Paris en 1932, il devint, l'année suivante, secrétaire de la Conférence du stage. Intellectuel engagé dans son temps, il fonda, avec Emmanuel Mounier, Louis-Émile Galey et d'autres, la revue Esprit, dont il s'éloigna en 1933 pour fonder le mouvement de la La Troisième force. Il rejeta alors la IIIe République, le libéralisme et l'individualisme et préférait un « socialisme personnaliste ». Adepte de la Troisième Voie comme le montre son mouvement, il refusa le parlementarisme et la « politique politicienne ». En 1934, il adhéra au « Centre de liaison des forces antifascistes » en région parisienne et son mouvement fusionna avec Le Front Commun, un mouvement antifasciste de Gaston Bergery. Le mouvement original abandonne l'antireligion et la tactique ouvriériste. Ils prirent le nouveau vocable de Front Social et Georges Izard dirigea un temps l'hebdomadaire de ce mouvement, La Flèche, et rédigea des articles pour L'incorruptible. Le 26 avril 1936, il fut élu député de Meurthe-et-Moselle contre un sortant de droite, Pierre Amidieu du Clos, bien implanté, contre un socialiste, Legras, et un communiste, Schumacher. Officier de réserve des tirailleurs sénégalais, le choix de la Lorraine était à la fois en tant que « marches menacées et patrie de Jeanne d'Arc » mais aussi car il est rapidement mobilisable en cas de guerre. Siégeant au sein de la Gauche indépendante, il fut un soutien critique du Front populaire à la Chambre dans l'objectif de lutter contre les trusts, pour la transformation des services publics, la paix en Europe et le refus du communisme. Il fondit en novembre 1936 le Parti frontiste avec Bergery.
En 1936, il écrit un pamphlet intitulé Où va le communisme ? et quitte le parti frontiste en novembre 1937 pour adhérer à la SFIO. Il devint en juillet 1938 conseiller technique de la Fédération socialiste de Meurthe-et-Moselle.
Durant son mandat, il déposa deux propositions de lois, l'une pour nationaliser les industries de guerre et l'autre pour créer une caisse de compensation pour adapter le prix du blé au prix de revient de la production. Il devint vice-président de la commission du travail à la Chambre et il fut de ceux qui soutinrent l'Espagne républicaine. Il vota la confiance au gouvernement Léon Blum en 1936 et le vote en 1937 pour les pleins pouvoirs en matière financière et à nouveau en 1938. Il vota ensuite la confiance au gouvernement Daladier en décembre puis au gouvernement Reynaud en mars 1940. En 1940, engagé volontaire dans son corps, il fut fait prisonnier de guerre et ne participa donc pas au vote des pleins pouvoirs constituants à Philippe Pétain.
Libéré pour raison de santé, il rejoignit la Résistance au sein de l'OCM (Organisation civile et militaire). Il fut arrêté par la Gestapo en 1943 et détenu à Fresnes. Il subit ensuite, en juin 1944, une tentative d'arrestation par la Milice. Dès novembre 1944, il devint membre de l'Assemblée consultative provisoire en tant que délégué de la Résistance. Il participa encore, en juin 1945, à la création de l'UDSR, dont il fut le secrétaire général adjoint, avant de devenir président du Mouvement démocratique et socialiste pour les États-Unis d'Europe. Il fut directeur politique d'un journal, Clartés, entre 1945 et 1946.

### Retour au barreau
Dès 1946, Georges Izard s'éloigna de la politique pour effectuer son retour au barreau, où son nom allait être associé à la défense de grandes affaires : Kravtchenko contre Les Lettres françaises, Claudel contre Maurras, le bey de Tunis et le sultan du Maroc, dont il défendit les intérêts lors des crises de décolonisation, la famille Rothschild et Daniel Wildenstein dans des affaires fiscales, François Mitterrand et l'hebdomadaire L'Express dans des affaires politiques. Il fut aussi l'avocat de l'écrivain Jacques Chardonne.
Auteur de plusieurs essais, Georges Izard fut élu à l'Académie française le 11 février 1971, par 16 voix au premier tour, au fauteuil d'Henri Massis. Il fut reçu par Pierre-Henri Simon le 18 novembre 1971.

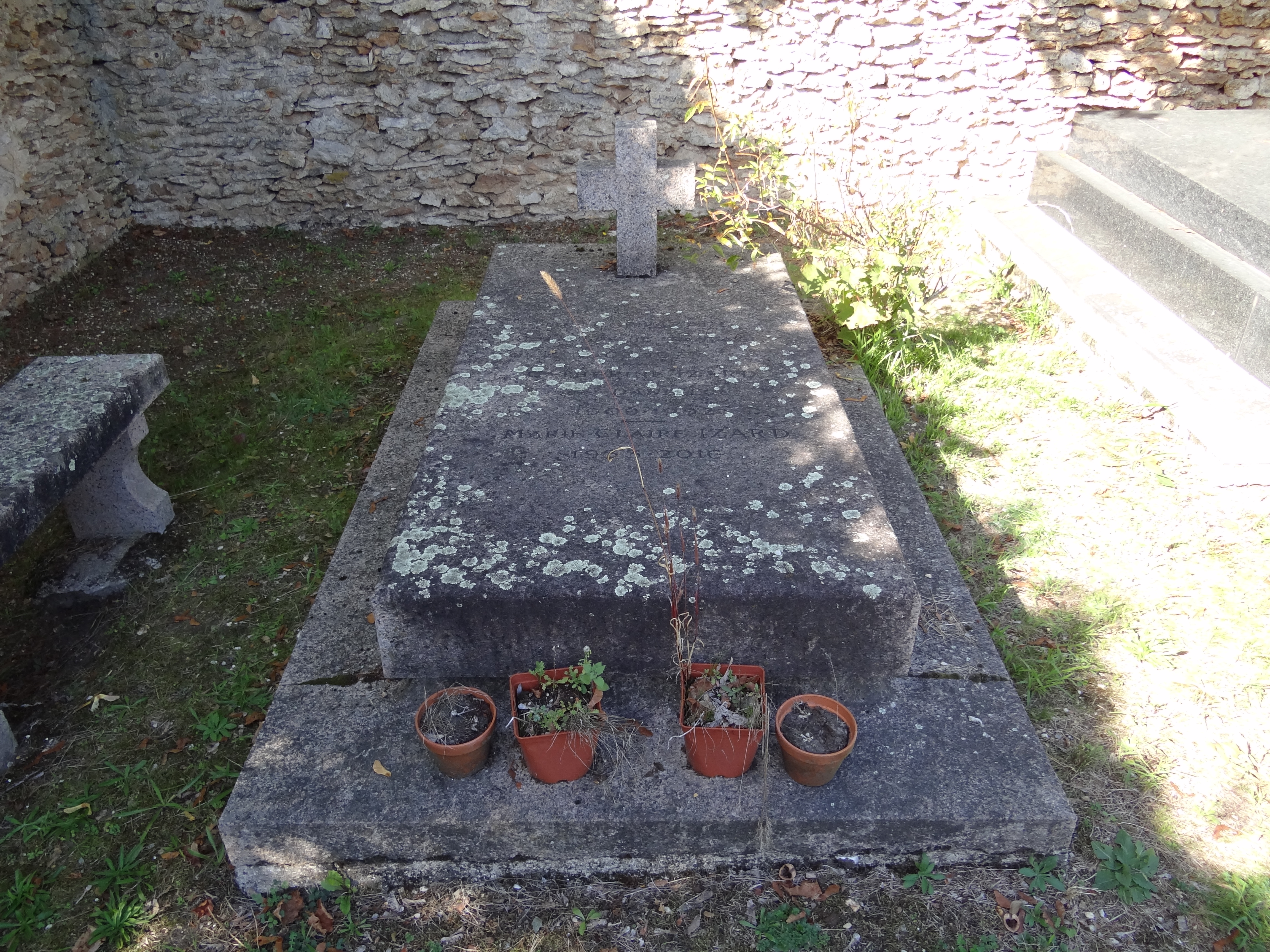
La tombe de Georges Izard au cimetière de Morsang-sur-Seine (Essonne).

Il mourut le 20 septembre 1973 dans le 7e arrondissement de Paris et fut inhumé au petit cimetière de Morsang-sur-Seine. La messe en plein air fut dite par son beau-frère, le cardinal Daniélou. Maurice Druon prononça l'éloge funèbre. Parmi les personnalités présentes se trouvaient Jacques Chaban-Delmas, Edgar Faure et François Mitterrand.

### Décorations
- Officier de la Légion d'honneur (1956)
- Chevalier de la Légion d'honneur (1948)
- Croix de guerre 1939-1945 (citation à l'ordre du corps d'armée)
- Médaille de la Résistance française (décret du 11 mars 1947)

## Ouvrages
- La Pensée de Charles Péguy (Avec Emmanuel Mounier et Marcel Péguy, 1931)

Prix Paul-Flat de l’Académie française
- Où va le communisme ? L'évolution du parti communiste. Les textes (1936)
- La Bataille de la France (Avec André Déléage, Georges Duveau, Jules Roman et Louis-Émile Galey, 1938)
- Les Classes moyennes (1938)
- Les Coulisses de la Convention (1939)
- Principes de droit civil, Cours professé à l'École supérieure d'organisation professionnelle (1944)
- L'Homme est révolutionnaire (1945)
- Principes de droit civil, Cours professé à l'École nationale d'organisation économique et sociale (1946)
- Kravchenko contre Moscou (1949)
- Viol d'un mausolée, le sens et l'avenir de la déstalinisation (1957)
- Lettre affligée au général de Gaulle (1964)
- Sainte Catherine de Gênes et l'au-delà (1969)
- Discours de réception de Me Georges Izard à l'Académie française et réponse de M. Pierre-Henri Simon, Paris, Gallimard, (1972)

## Littérature
- Académie française, Réception de M. Robert Aron, Discours prononcé en séance privée, le jeudi 17 avril 1975.
- Jean-Louis Loubet del Bayle, Les non-conformistes des années 1930. Une tentative de renouvellement de la pensée politique française, Seuil, 1969 (Points, Seuil, 2001)
- Emmanuelle de Boysson, Georges Izard, avocat de la liberté, Paris, Presses de la Renaissance, 2003,  (ISBN 2856169384 et 9782856169384)
- Éric Duhamel, L'UDSR ou la genèse de François Mitterrand, préface d'Hubert Védrine, coll. Histoire, CNRS éditions, Paris, 2007,  (ISBN 978-2-271-06503-2)
- Mathieu Fulla, L’UDSR : un observatoire privilégié de la gauche non communiste de l’après-guerre (1944-1947), dans: La Lettre, no 24, 18 juin 2008